# Torneio Rio-São Paulo 1950
Das Torneio Rio-São Paulo 1950 war die dritte Austragung des Torneio Rio-São Paulo, eines Fußballpokalwettbewerbs in Brasilien. Er wurde vom 15. Dezember 1949 bis 15. Februar 1950 ausgetragen.

## Modus
Alle Klubs traten nur einmal gegeneinander an. Der punktbeste Klub wurde Turniersieger. Die Meisterschaft wurde erst am letzten Spieltag entschieden. Der führende Klub CR Vasco da Gama hatte sein letztes Spiel gegen SE Palmeiras mit 3:2 gewonnen und somit neun Punkte sammeln können. Der SC Corinthians hatte bereits Punkte auf dem Konto und musste somit gegen den Botafogo FR nur noch unentschieden spielen, um nicht wegen einer schlechteren Tordifferenz Zweiter zu werden. Der Klub erreichte Zuhause dann auch 1:1.

## Teilnehmer
Von den acht Teilnehmern kamen jeweils vier aus Rio de Janeiro und vier aus São Paulo.
| Teilnehmer Rio de Janeiro | Teilnehmer São Paulo               |
| ------------------------- | ---------------------------------- |
| Botafogo FR               | SC Corinthians                     |
| Flamengo Rio de Janeiro   | SE Palmeiras                       |
| Fluminense Rio de Janeiro | Associação Portuguesa de Desportos |
| CR Vasco da Gama          | FC São Paulo                       |

## Tabelle
| Pl. | Verein                             | Sp. | S | U | N | Tore    | Diff. | Punkte |
| --- | ---------------------------------- | --- | - | - | - | ------- | ----- | ------ |
| 1.  | SC Corinthians                     | 7   | 5 | 1 | 1 | 020:150 | +5    | 11     |
| 2.  | CR Vasco da Gama                   | 7   | 4 | 2 | 1 | 018:120 | +6    | 10     |
| 3.  | Associação Portuguesa de Desportos | 7   | 4 | 1 | 2 | 027:260 | +1    | 09     |
| 4.  | SE Palmeiras                       | 7   | 3 | 1 | 3 | 014:150 | −1    | 07     |
| 5.  | Flamengo Rio de Janeiro            | 7   | 2 | 2 | 3 | 018:170 | +1    | 06     |
| 6.  | FC São Paulo                       | 7   | 2 | 1 | 4 | 018:230 | −5    | 05     |
| 7.  | Botafogo FR                        | 7   | 1 | 2 | 4 | 015:180 | −3    | 04     |
| 8.  | Fluminense Rio de Janeiro          | 7   | 2 | 0 | 5 | 014:180 | −4    | 04     |

## Kreuztabelle
| 1950        | Botafogo | SC Corinthians | Flamengo | Fluminense | Palmeiras | Portuguesa | São Paulo | Vasco |
| ----------- | -------- | -------------- | -------- | ---------- | --------- | ---------- | --------- | ----- |
| Botafogo    | –        |                |          |            | 3:0       | 3:5        |           |       |
| Corinthians | 1:1      | –              |          |            | 3:2       | 5:3        | 4:1       | 2:1   |
| Flamengo    | 2:2      | 6:2            | –        | 2:1        |           |            | 3:4       |       |
| Fluminense  | 2:0      | 1:3            |          | –          |           |            | 3:1       |       |
| Palmeiras   |          |                | 2:1      | 3:1        | –         | 2:2        | 3:2       |       |
| Portuguesa  |          |                | 5:3      | 6:5        |           | –          | 4:3       |       |
| São Paulo   | 5:4      |                |          |            |           |            | –         | 2:2   |
| Vasco       | 3:2      |                | 1:1      | 3:1        | 3:2       | 5:2        |           | –     |

## Die Meistermannschaft
| 1. | SC Corinthians |
|    | - Tor: Bino, Cabeção - Abwehr: Idário, Murilo, Belacosa, Belfare, Hélio - Mittelfeld: Belangero, Clóvis Touguinha, Jackson, Luizinho - Angriff: Bahia, Luizinho, Baltazar, José Colombo, Cláudio, Nardo, Nelsinho, Noronha, Edélcio - Trainer: Achille Gama Malcher |

## Torschützenliste
| Pl. | Nat.        | Spieler  | Klub                               | Tore |
| --- | ----------- | -------- | ---------------------------------- | ---- |
| 1   | Brasilianer | Baltazar | SC Corinthians                     | 9    |
| 2   | Brasilianer | Durval   | Flamengo Rio de Janeiro            | 8    |
|     | Brasilianer | Pinga    | Associação Portuguesa de Desportos | 8    |
| 4   | Brasilianer | Ademir   | CR Vasco da Gama                   | 7    |
|     | Brasilianer | Aquiles  | SE Palmeiras                       | 7    |
|     | Brasilianer | Nininho  | Associação Portuguesa de Desportos | 7    |